# 夜桜銀次
夜桜 銀次（よざくら ぎんじ、1929年 - 1962年1月16日）は、20世紀に活動した日本のヤクザ。暴力団・三代目山口組 石井組組員（舎弟）。大分県由布市出身。本名は平尾 国人。全身に夜桜の咲き乱れる刺青をしていたことからこの呼び名がついた。

## 来歴
大分県大分郡庄内町に出生。1952年頃に石井一郎（のちの三代目山口組直参）の舎弟となり、1957年の別府抗争では襲撃の先頭に立ち警察に指名手配された。このため神戸に逃れ、山口組・田岡一雄組長の舎弟・白石幸吉の許に身柄預かりとなる。
1960年の明友会事件でも明友会襲撃に猛威を振るい、再度大阪府警から傷害・銃刀法違反容疑で指名手配された。このため、山口組若頭・地道行雄、山口組若頭補佐・山本広、白石幸吉の勧めで、福岡県福岡市の伊豆組・伊豆健児組長の許に身を寄せる。
福岡でも地元の住吉一家の賭場を荒らすなど暴れていたが、以前に借金の面倒を見た炭坑主とトラブルになり、1962年1月16日に福岡県福岡市内のアパートで、久留米市の鳥巣組組員に射殺された
（夜桜銀次事件）。

## 関連書籍
- 芹沢耕二・北村永吾・天龍寺弦『突破ヤクザ伝　夜桜銀次　平尾国人』竹書房、2006年、ISBN 4-8124-6311-4

## 関連映像作品
- 山下耕作監督『山口組外伝 九州進攻作戦』（1974年、東映）、夜桜銀次役は菅原文太。
- 『実録・夜桜銀次』（2001年、東映ビデオ）、夜桜銀次役は哀川翔[2]。
  - 『実録・夜桜銀次2』（2001年、東映ビデオ）、上記続編。